# Stefan Gwildis

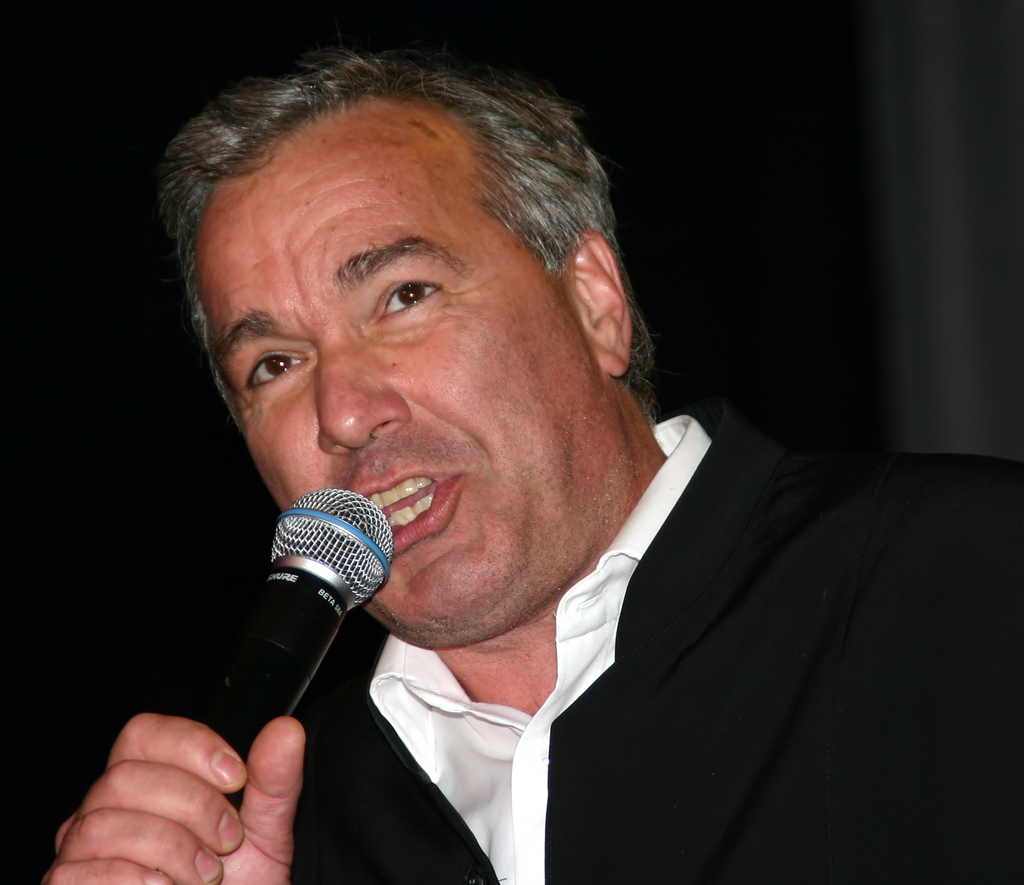
Stefan Gwildis 2007

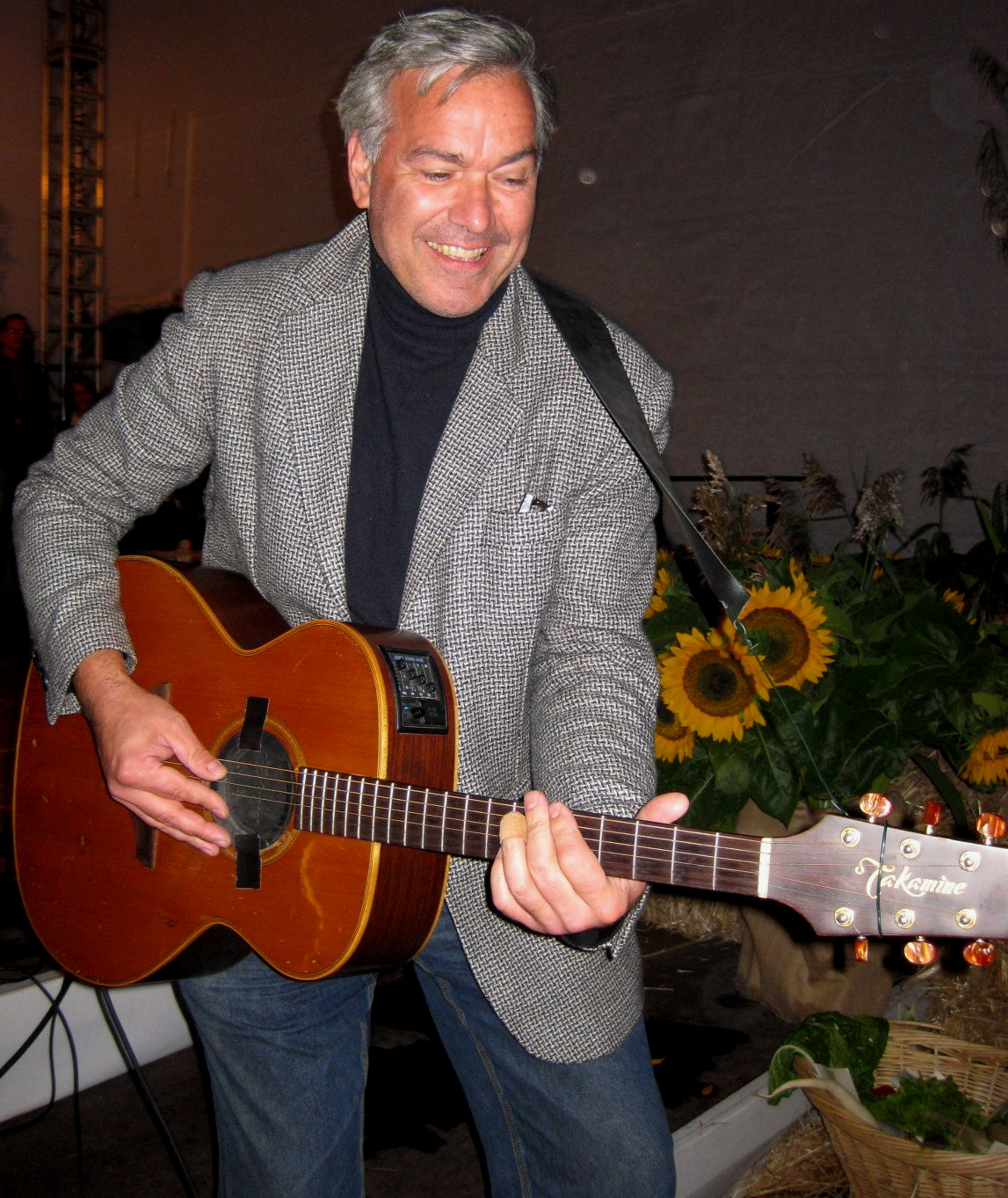
Stefan Gwildis 2009 in Hamburg

Stefan Gwildis (* 22. Oktober 1958 in Hamburg) ist ein deutscher Musiker.

## Leben
Stefan Gwildis wurde als Sohn einer Hutmacherin und eines Reifenhändlers geboren. Nachdem er als Kind im Elternhaus seine ersten Gesangsübungen machte, absolvierte er 1979 am Thalia-Theater in Hamburg eine Ausbildung in Fecht- und Stuntszenen.
1982 gründete er gemeinsam mit Rolf Claussen das Musikduo Aprillfrisch. In Seminaren bildete er seine musikalischen Fähigkeiten weiter aus und war viel als Straßenmusiker unterwegs. Nebenbei erwarb er sich seinen Lebensunterhalt mit Gelegenheitsjobs als Lagerarbeiter, LKW-Fahrer, Sonnenbankaufsteller und Weihnachtsmann.
1984 trat Stefan Gwildis im Zelttheater mit dem Kabarett Herrchens Frauchen auf. 1988 fusionierte Aprillfrisch mit Andrea Bongers, Jo Jacobs und Ralf Schwarz zu Aprillfrisch-MäGäDäm-Schwarz. Gemeinsam produzierten sie ihr erstes Musical Wuttke II – am Arsch der Welt im Schmidt-Theater. 1991 folgten Vanessa V, 1994 Ganz oben und 1999 ein „Best Of“-Programm. Von 1992 bis 1995 war Gwildis Sänger und Gitarrist bei den „Strombolis“, bis er 1998 eine eigene Band mit dem Namen „Stefan Gwildis & the Drückerkolonne“ gründete. Ihr erstes Album Komm’s zu nix erschien 2000, 2002 wurde die CD Wajakla veröffentlicht.
2003 startete Stefan Gwildis mit seiner deutschen Neubearbeitung von Soul-Klassikern ein neues Projekt. Es entstand das Album Neues Spiel, welches schnell bundesweite Anerkennung fand. Viele Fernseh- und Konzertauftritte halfen ihm zum Durchbruch. Das Album hielt sich 13 Wochen in den Albumcharts, Gwildis erhielt als „Aufsteiger des Jahres“ die Goldene Stimmgabel verliehen, und von Auftritten in kleinen Clubs wechselte er in große Konzertsäle und Musikhallen, die oft ausverkauft sind.
Im Februar 2005 erschien das neue Album Nur wegen Dir, das an die Erfolge von Neues Spiel nahtlos anknüpfte. Am 12. März 2005 trat Stefan Gwildis mit dem Lied Wunderschönes Grau zum deutschen Vorausscheid für den Eurovision Song Contest Germany 12 Points! an.
Im Januar 2007 erschien sein Album Heut ist der Tag, das am 5. Februar 2007 Platz 2 der deutschen Album-Charts erreichte.
Seit Anfang 2011 tritt Stefan Gwildis zusammen mit Rolf Claussen und Joja Wendt als die Musikformation Söhne Hamburgs auf. Die Gruppe hat bereits mehrere CDs herausgegeben.
In seinen musikalischen Projekten arbeitet Stefan Gwildis eng mit seinem ehemaligen Schulkameraden Michy Reincke zusammen, der die Texte für seine Albenveröffentlichungen beisteuerte, sowie mit Christian von Richthofen in der Rhythm’n’Crash-Show „Auto Auto!“. Im Studio und auf der Bühne unterstützen ihn regelmäßig Musiker wie Marion Welch, Regy Clasen, Martin Langer, Matthias Kloppe, Mirko Michalzik und Achim Rafain. Auch ist er für gemeinsame Auftritte mit dem inklusiven Gebärdenchor HandsUp bekannt, mit dem er u. a. in der Helene Fischer Show 2018 zu sehen war. Im Jahre 2018 tourte Stefan Gwilidis mit Julia Neigel und der Lumberjack Big Band.

### Auftritte in Fernsehsendungen
Im Tatort Schwelbrand (Erstausstrahlung: 21. Januar 2007) von Radio Bremen spielt Stefan Gwildis sich selbst als Musiker, der im Rahmen eines Konzertes gegen rechtsradikale Gewalt als Künstler auftritt. Dabei wird Stefan Gwildis von der Tatort-Kommissarin Inga Lürsen (Sabine Postel) als versehentlich Verhafteter einer Brokdorf-Demonstration geoutet.
In der Wer weiß denn sowas?-Sendung, die am 4. Dezember 2018 erstmals in der ARD ausgestrahlt wurde, nahm er im Team Elton teil.

## Gesellschaftliches Engagement
Stefan Gwildis engagiert sich in der Opferhilfeorganisation Weißer Ring. Am 7. Juli 2007 trat er in Hamburg bei Al Gores Live Earth gegen die globale Erwärmung auf.
Nach dem Treffen von Rechtsextremisten in Potsdam 2023 unterstützte Stefan Gwildis, gemeinsam mit weiteren Künstlern, die Proteste gegen Rechtsextremismus, indem er Anfang 2024 bei einer Großdemonstration in Hamburg als Musiker auftrat.

## Privates
Gwildis hat einen Sohn. Im Jahr 2021 wurde die Trennung von seiner zweiten Ehefrau bekannt. Seit 2021 ist er mit der Düsseldorfer Künstlerin Ivana Hammerle-Szmyt liiert.
Stefan Gwildis kann bis heute keine Noten lesen und hat Musik sich daher „immer gemerkt“.

## Diskografie

### Alben
- 1995: Gretes Hits (Die Strombolis)
- 1999: Komms zu nix
- 2002: Wajakla
- 2003: Neues Spiel
- 2005: Nur wegen Dir
- 2007: Heut ist der Tag
- 2007: live 2007 „let’s did it“ (2 CDs & 1 DVD)
- 2008: Wünscht du wärst hier
- 2012: Frei Händig
- 2013: Das mit dem Glücklichsein (zusammen mit der NDR Bigband)
- 2015: Alles dreht sich
- 2018: Best of (Live und Philharmonisch)
- 2021: Stefan Gwildis liest und singt Borchert (Pack das Leben bei den Haaren!)
- 2022: BUNT!

### Videoalben
- 2004: Neues Spiel live
- 2005: Nur wegen Dir: Live aus dem Stadtpark Hamburg
- 2006: Let’s Did It

### Kooperationen
2012 erschien das Album Ich bin von Heinz Rudolf Kunze mit einem Duett-Titel mit Stefan Gwildis.